# Christa Grasmeyer
Christa Grasmeyer (* 22. Dezember 1935 in Schwerin) ist eine deutsche Schriftstellerin.

## Leben
Grasmeyer ist die Tochter eines Kaufmanns. Sie arbeitete als Stenotypistin und Journalistin bei der Norddeutschen Zeitung in Schwerin, später als Arztsekretärin, Buchhändlerin und als Sekretärin in einem Schweriner Sportclub.
1975 begann sie, Bücher vorwiegend für jugendliche Leser zu veröffentlichen (überwiegend in einer für die Jugend konzipierten Hardcover-Reihe des Verlages Neues Leben). Ihre Erzählungen handeln von der schwierigen Lebensphase der Jugendzeit, von Liebe und Freundschaft, von familiären Konflikten oder von Problemen bei der Berufsausbildung. Seit 1977 ist sie freischaffend tätig, 1979 wurde sie in den Schriftstellerverband der DDR aufgenommen. 1985 bekam sie den Fritz-Reuter-Kunstpreis der Stadt Schwerin.
1990 gab sie das Schreiben auf und verfasst nur noch gelegentlich Kurzgeschichten. Christa Grasmeyer lebt in Schwerin.

## Bücher
- 1975: Eva und der Tempelritter. Verlag Neues Leben, Berlin  (tschechisch: Eva a templář, übersetzt von Jana Pecharová, Prag 1979; polnisch: Ewa i templariusz, Warschau 1983; ungarisch: Nem akarom, hogy megnősülj, übersetzt von Ingrid Feleki, Illustrationen von Júlia Görög, Budapest 1985)
- 1977: Kapitän Corinna. Verlag Neues Leben, Berlin (1980 Taschenbuchausgabe in der Kompass-Bücherei, Band 266)
- 1979: Der unerwünschte Dritte. Verlag Neues Leben, Berlin. Illustrationen von Renate Totzke-Israel (Ausgabe für die BRD 1982, Maier Ravensburg, ISBN 3-473-38773-8; ungarisch Hármunknak kevés a hely, übersetzt von Tivadar Dani, Illustrationen von Júlia Görög, Budapest 1988)
- 1980: Ein Fingerhut voll Zuversicht. Verlag Neues Leben, Berlin (1984 Taschenbuchausgabe in der Kompass-Bücherei, Band 314)
- 1984: Verliebt auf eigene Gefahr. Verlag Neues Leben, Berlin
- 1986: Aufforderung zum Tanz. Verlag Neues Leben, Berlin (Illustrationen von Gitta Kettner)
- 1988: Friederike und ihr Kind. Verlag Neues Leben, Berlin